# پورت کاناورال
پورت کاناورال (به انگلیسی: Port Canaveral) یک بندر و شهرک در ایالات متحده آمریکا است که در فلوریدا واقع شده‌است.